# Iran aux Jeux olympiques d'hiver de 2006
L'Iran est représenté par cinq athlètes aux Jeux olympiques d'hiver de 2006 à Turin.

## Médailles
|      | Médaille d'or | Médaille d'argent | Médaille de bronze | Total |
| ---- | ------------- | ----------------- | ------------------ | ----- |
| Iran | 0             | 0                 | 0                  | 0     |

## Épreuves

### Ski alpin
- Bagher Kalhor
- Alidad Saveh Shemshaki
- Hossein Saveh Shemshaki
- Porya Saveh Shemshaki

### Ski de fond
- Seyed Mojtaba Mirhashemi